# Agustín Úbeda
Agustín Úbeda (Herencia, 1 de diciembre de 1925-Madrid, 27 de noviembre de 2007) fue un pintor español. Por su estilo pictórico, a caballo entre el expresionismo figurativo y el surrealismo, ha sido enmarcado dentro de las denominadas Escuela de Madrid y Escuela de París. 

## Biografía
Inició su formación artística en 1944, en la Escuela Superior de Bellas Artes de San Fernando, de Madrid, donde fue discípulo de pintores como Daniel Vázquez Díaz, Eugenio Hermoso y Joaquín Valverde Lasarte, y en la que, en 1948, obtuvo el título de profesor de dibujo.
Su estreno como pintor tuvo lugar en el Casino de Alcázar de San Juan, Ciudad Real, en 1949. Tres años más tarde, realizó su primera exposición personal, en la Galería Xagra de Madrid. 
Gracias a una beca del Instituto Francés, en 1953, Úbeda se instaló en París, ciudad en la que residió durante dos décadas. Precisamente en París, obtuvo de manera consecutiva sendos premios en el Certamen de la Jeune Peinture Française, creado por la galería parisina Drouant-David, en la que colgaban sus cuadros pintores como Maurice Boitel o Bernard Buffet, y en la que él mismo terminó exponiendo regularmente su obra. Fue entonces cuando se integró en la Escuela de París.  
También fue en París donde Agustín Úbeda se fue distanciando progresivamente de su etapa juvenil —influenciada por el estilo pictórico de su maestro Daniel Vázquez Díaz y por el de Benjamín Palencia—, para empaparse del barroquismo poético y expresionista que identifica la pintura de Chagall o del propio Picasso. Tras esta etapa parisina, regresó en 1974, contratado como catedrático, por la hoy Facultad de Bellas Artes de la Universidad Complutense de Madrid. En esos años, las exposiciones que realizó en madrileña la  Galería Biosca, le proyectaron internacionalmente haciendo que su pintura llegara a los Estados Unidos, polo mundial del arte contemporáneo a finales de los años 70.
En su faceta docente, Agustín Úbeda fue profesor emérito de la Universidad Complutense de Madrid y miembro de número de la Real Academia de Doctores de España. 
Entre los galardones y reconocimientos que recibió a lo largo de su carrera, además de los referidos de la Jeune Peinture Française, destaca el Gran Premio de Pintura del Círculo de Bellas Artes de Madrid, en 1980. 
Agustín Úbeda celebró exposiciones en diferentes ciudades españolas, así como en otras de Francia, Suiza y Estados Unidos. En 1992, participó junto a pintores como Luis García-Ochoa Ibáñez o Antonio Guijarro, en la exposición colectiva «Diez maestros del expresionismo figurativo en España», que tuvo lugar en la Galería de Arte Orfila de Madrid. A título individual, es de destacar la retrospectiva que, en 1998 y abarcando su creación artística durante el periodo 1944-1988, organizó el Centro Cultural de la Villa de Madrid. También en ese mismo año, expuso en la Caja de San Fernando de Sevilla una muestra antológica, compuesta por 35 pinturas, representativas de las que siempre fueron sus temáticas más recurrentes: el paisaje, el desnudo femenino y el bodegón.
Una buena parte de la obra de Agustín Úbeda figura actualmente en setenta museos europeos y americanos, entre los que destacan, en España: el Museo Nacional de Arte Contemporáneo de Madrid, el de Bellas Artes de Jaén, el Museo del Grabado Español Contemporáneo de Marbella, el de Arte Moderno de Valdepeñas, el Municipal de Toledo, el Camón Aznar de Zaragoza y el Provincial de Ciudad Real; en Europa: el Musée de la Ville de Gèneve y el Museo de Arte Moderno de París; y, finalmente, en Estados Unidos: los de Nuevo México, San Diego, Phoenix, el Lowe-Art Museum de Miami y el Evansville Museum of Arts, History and Science de Indiana.

## Selección de sus obras[2]
- Leandro.
- Olvido presente
- La flecha es verde

- Les amis
- La paz del Califa
- Los novios fríos

- Flores para la novia
- Lenta noche

- Desposorio se hace beso
- Paz que rompe el orden

- Sonrisa lejana en la noche perdida

- Mujer
- Tenaz sitio
- Al sesgo de la noche lenta

- Paisaje encandilado hacia el cielo
- Cada día es más lento nacer

## Museos, Fundaciones y Colecciones Públicas
Se detallan a continuación algunas de las pinacotecas europeas y americanas en las que hay expuesta obra de Agustín Úbeda:
- Museo de Arte Contemporáneo, Madrid, España.
- Museo Municipal de Valdepeñas, España.
- Colección de la Diputación Provincial de Ciudad Real, España.
- Musée d'Art Moderne de la Ville de Paris.
- Musée de la Ville de Genève, Suiza.
- Phoenix Art Museum, Phoenix, Arizona, USA.
- New Mexico Museum of Art, Santa Fe, New Mexico, USA.
- Lowe Art Museum, Miami, Florida, USA.
- Lancaster Community Museum, Lancaster, Pennsylvania, USA.
- Evansville Museum of Arts, History and Science, Evansville, Indiana, USA.
- Museum of Contemporany Art San Diego, California, USA.
- Museo Lladró, New York, USA.
- Museo Extremeño e Iberoamericano de Arte Contemporáneo, Badajoz, España.
- Colección del Círculo de Bellas Artes de Madrid, España.
- Museo de Ciudad Real, España.
- Museo de Jaén, España.
- Colección del Rectorado de la Universidad Complutense, Madrid, España.
- Museo Camón Aznar, Zaragoza, España.
- Museo del Grabado Español Contemporáneo, Marbella, España.
- Colección del Grabado de la Biblioteca Nacional de España, Madrid, España.
- Museo de la Real Academia de Bellas Artes de San Fernando, Madrid.
- Museo de Arte Contemporáneo Ángel Miguel de Arce López, Sasamón, España.
- Museo de Ciudad Real, Ciudad Real, España.
- Fundación César Manrique, Lanzarote, España.
- Fundación Adolfo Lozano Sidro, Priego de Córdoba, España.
- Centro de Arte Moderno y Contemporáneo Daniel Vázquez Díaz, Nerva, España.
- Colección del Café Gijón, Madrid, España.
- Colección de Grabados. Facultad de Bellas Artes de la Universidad Complutense de Madrid, Madrid, España.

Además de los museos y fundaciones relacionados, la obra de Agustín Úbeda puede ser vista en diferentes Fundaciones y Universidades europeas y americanas: 
- En España: Museu Fundació Estrada-Saladich (Esplugues de Llobregat, Barcelona), Colección de la Facultad de Bellas Artes de Madrid, Colección de la Caja de Ahorros de Ávila, Museo de Colmenar (Madrid), Colección Banco Hipotecario (Madrid), Museo Municipal de Toledo, Colección Telefónica, S.A., Centro de Arte Antonio Povedano del Paisaje Español Contemporáneo (Priego de Córdoba), Museo de la Fundación Gregorio Prieto (Valdepeñas), Museo de Ciudad Real, Colección Arte y Naturaleza (Madrid).
- En otros países: Lycée Sophie Germain (París, Francia), University of Southern California (Los Ángeles, USA), Syracuse University (New York, USA), State University College of Arts and Science (Geneseo, New Jersey, USA), Northwood Institute (Midland, Michigan, Estados Unidos), Fulton-Montgomery Community College (Johnstown, Nueva York), Lincoln University (Oxford, Pennsylvania), Universidad Rutgers (Nuevo Brunswick, Nueva Jersey), Universidad de Minnesota (Minneapolis, Minnesota), Colgate University (Hamilton, Nueva York), Montana Historical Society (Helena, Estados Unidos), University of the South (Sewanee, Tennessee, USA), Finch College Museum of Art (New York, USA), Brandeis University (Waltham, Massachusetts, USA), Oklahoma Contemporary Arts Center (Oklahoma, USA), University of New Mexico (Albuquerque, New Mexico, USA), Fairleigh Dickinson University (Rutherford, New Jersey, USA), Colby College (Waterville, Maine, USA), St. James School (Manchester, Connecticut, USA), Glassboro Teachers College (Glassboro, New Jersey, USA), Foundation Fleischmann (Cincinnati, USA), Wilmington College (Wilmington, Ohio, USA), National Art Foundation (Illinois, USA), University of Pennsylvania (Pennsylvania, USA), Law School (Philadelphia, USA), Peabody Teachers College (Nashville, Tennessee, USA),  Lennox Hills Hospital (New York, USA), National Art Foundation (Monticello, Illinois, USA).

## Premios y distinciones
- 1953	Bourse de L’Institut Français, París.
- 1954	Diploma de honor, Seven Annual Art Exhibition, Manila.
- 1956	2ème. Prix de la Jeune Peinture Française, Paris.
- 1957	1.er. Prix de la Jeune Peinture Française, Paris.
- 1959	Médaille de Bronze, Floralies Internationales, Paris.
- 1960	1.er Premio, Molino de Oro, XXI Exposición Manchega, Valdepeñas.
- 1963	Medalla de Bronce, V Bienal de Alejandría, Egipto.
- 1964	Beca de la Fundación Juan March, España.
- 1966	Premio Bellas Artes, VI Exposición Nacional, Valdepeñas.
- 1967	1.er Premio, Pámpano de Oro, VII Exposición Nacional, Valdepeñas.
- 1968	2.ª Medalla, Exposición Nacional de Bellas Artes, Madrid.
- 1969	1.er Premio, Medalla de Oro, I Salón Nacional de Artes Plásticas, Valdepeñas.
- 1969	Medalla de Honor, XVIII Salón Nacional del Grabado y la Litografía, Madrid.
- 1976	1.er Premio “Doménico Greco”, Bienal de Toledo.
- 1980	1.er Premio, Medalla de Oro, XII Salón Nacional de Artes Plásticas, Valdepeñas.
- 1980	1.er Gran Premio Duques de Alba “Centenario del Círculo de Bellas Artes”, Madrid.
- 1981	1.er Gran Premio de la VIII Bienal Extremeña, Badajoz.
- 1987	1.er Premio BMW de Pintura, Madrid.
- 1988	1.er Premio Adaja de Pintura, Ávila.
- 1996	Premio de Pintura de la Comunidad de Castilla – La Mancha.
- 2001	Placa de Pintor Ilustre “El artista y su obra”. As. de Escritores y Artistas Españoles.